# Waldemar Lopes
Waldemar Freire Lopes (Quipapá, 1 de fevereiro de 1911 — Recife, 21 de outubro de 2006) foi um poeta brasileiro.

## Biografia
Waldemar Lopes nasceu em Peri-Peri, então município de Quipapá, hoje pertencente a São Benedito do Sul, Pernambuco. Sua formação intelectual foi firmada em vários campos de atividades em Pernambuco, Rio de Janeiro e Brasília, onde atuou em jornalismo (ótimo cronista e revisor primoroso), literatura (criou e participou de vários grêmios e academias literárias), administração pública, economia, direito público internacional (esses últimos vividos na sua atuação profissional no IBGE e na OEA).

## Atividades profissionais
Como jornalista, teve atuação destacada no Jornal do Commercio (Recife), Associação de Imprensa de Pernambuco, A Noite (Rio de Janeiro), Revista Brasileira de Estatística, Revista Brasileira de Municípios e outros órgãos da imprensa brasileira.
No Instituto Brasileiro de Geografia e Estatística (IBGE), foi Diretor da Secretaria-Geral, Secretário Geral do Conselho Nacional de Estatística, membro da Comissão Censitária e da Comissão Nacional de Política Agrária
Na Organização dos Estados Americanos (OEA), onde atuou de 1954 a 1976, foi diretor de seu escritório no Brasil e representande de sua Secretaria-Geral junto ao Governo Brasileiro.
O Governo de Pernambuco o agraciou com o grau de Comendador na Ordem do Mérito dos Guararapes.

## Atividades literárias
Entre as várias instituições literárias a que pertenceu, destacam-se:
- Academia Pernambucana de Letras (cadeira 20);[Nota 1]
- Academia de Letras e Artes do Nordeste (cadeira 7);[Nota 2]
- Clube de Poesia de Brasília (onde foi presidente);
- Associação Nacional de Escritores (um dos fundadores);
- Academia Teresopolitana de Letras;
- Academia Brasiliense de Letras (cadeira 19);[Nota 3]
- Academia Alagoana de Letras - sócio correspondente;
- Academia Paraibana de Letras - sócio correspondente;
- Academia de Letras da Bahia - sócio correspondente;
- PEN Clube do Brasil;
- União Brasileira de Escritores - Seção Pernambuco;
- Sociedade Brasileira de Médicos Escritores (SOBRAMES), regional de Pernambuco - Sócio honorário e benemérito.

Também atuou, como poeta, em Portugal, onde fez e deixou poemas, destacando-se os versos que figuram no monumento a Ferreira de Castro.

## Sabalopes
Desde sua residência no Rio de Janeiro, já recebia amigos (juntamente com sua esposa Iracy) nos sábados, para reuniões literárias informais, que foram denominadas Sabalopes. Essas reuniões persistiram até o dia em que foi hospitalizado, antes de sua morte.

## Livros publicados
Publicou os seguintes livros:
- Legenda - Recife: Tipografia Ideal (1929)
- Austro-Costa, poeta da província (1970)
- Sonetos do Tempo Perdido - Rio de Janeiro: Editorial Palmares (1971)[Nota 4]
- Inventário do Tempo - Rio de Janeiro: Lia Editor (1974)
- Os Pássaros da Noite - Brasília: Clube de Poesia de Brasília (1974)[Nota 5]
- Sonetos da Despedida (1976)
- Sonetos do Natal (1977)
- Elegia a Joaquim Cardozo - Rio de Janeiro: Edições Cadernos da Serra (1979)
- Florbela & Durão - Rio de Janeiro: Edições Cadernos da Serra (1979)
- O Jogo Inocente - Rio de Janeiro: Edições Cadernos da Serra (1979)
- Memória do Tempo - Rio de Janeiro: Padrão Livraria Editora (1981)
- Sonetos de Portugal

1ª edição: Teresópolis: Clube de Poesia e Crítica de Brasília (1984), impresso por Gráfica Pedra do Sino
2ª edição: Recife: Academia Pernambucana de Letras (1994), impresso por Editora Comunicarte
3ª edição: Brasília: Academia Brasiliense de Letras (1995), impresso por Editora Comunicarte (Recife)
4ª edição: Recife: Editora Novo Horizonte (2005)
- Pernambucanidade consagrada (1987) (co-autoria de Gilberto Freyre)
- As Dádivas do Crepúsculo - Recife: Edições Bagaço (1996)
- Bandeira - estrela permanente no céu de Pasárgada (1996)
- A flor medieval - Recife: Editora Comunicarte (1996)
- Sombras da tarde - Recife: Editora Livros de Amigos[Nota 6] (1999)
- Austro-Costa, no centenário do seu nascimento. Recife: Editora Livros de Amigos [Nota 6] (1999)
- Menino na beira do Pirangy deixa o mundo encantado da Fazenda Novo Horizonte e vem para a Casa de Carneiro Vilela" - Recife: Editora Livros de Amigos [Nota 6](1999)
- A arte de agradecer. Recife: Editora Livros de Amigos [Nota 6] (1999)
- Algumas reflexões sobre Ruy, internacionalista. Recife: Editora Livros de Amigos [Nota 6] (1999)
- Cinza de Estrelas - Recife: Editora Livros de Amigos [Nota 6] (2001)[5]
- Valdemar de Oliveira, companheiro de jornal. Recife: Editora Livros de Amigos [Nota 6] (2001).

Após sua morte, foi editada (já deixada pronta e paga por ele) uma coletânea de crônicas compostas ao longo de sua vida literária, em três volumes, sob o título:
- Prosa variada de ontem e de hoje - Recife: Comunigraf Editora (2006):

1. O preço da liberdade
2. Laudas de louvação
3. Veredas do tempo

### Tradução
- Canto a Brasília, de Carlos Manini-Rios - Brasília (1973)

## Homenagens póstumas
O poeta Waldemar Lopes emprestou seu nome a duas bibliotecas na cidade do Recife:
- Biblioteca Waldemar Lopes, no Espaço Pasárgada[Nota 7][6]
- Biblioteca Waldemar Lopes, na Academia Pernambucana de Letras[Nota 8][7]